# Сиротенко Юрій Георгійович
Юрій Георгійович Сиротенко (нар. 18 січня 1924, Суми — пом. 2010) — український художник; член Харківської організації Спілки художників України з 1961 року.

## Біографія
Народився 18 січня 1924 року в місті Сумах (тепер Україна). 1952 року закінчив Харківський художній інститут (викладачі Олексій Кокель, Петро Котов).
Жив у Харкові в будинку на вулиці Отакара Яроша № 21, квартира 36, потім на проспекті Леніна № 3в, квартира 66. Помер у 2010 році.

## Творчість
Працював у галузі станкового живопису і графіки. Серед робіт:
- «Артем (Ф. Сергєєв) у підпільній друкарні»  (1955);
- серія «Харківський тракторний завод» (1956);
- серія кольорових літографій за мотивами поеми Тараса Шевченка «Гайдамаки» (1961—1964);
- «З Вітчизняної війни» (1965);
- «У нове життя» (1967);
- «Господарі» (1969—1971).

Брав участь у республіканських виставках з 1957 року, всесоюзних з 1955 року.